# Michael McLeod (ishockeyspelare)
Michael McLeod, född 3 februari 1998, är en kanadensisk professionell ishockeyforward som är kontrakterad till New Jersey Devils i National Hockey League (NHL) och spelar för Binghamton Devils i American Hockey League (AHL). Han har tidigare spelat för Mississauga Steelheads i Ontario Hockey League (OHL).
McLeod draftades i första rundan i 2016 års draft av New Jersey Devils som tolfte spelare totalt.
Han är äldre bror till Ryan McLeod, som spelar för Edmonton Oilers i NHL.

## Statistik
| 2012–2013  | Toronto Marlboros       | GTHL       | 33  | 40 | 55  | 95  | —   | —  | —  | —  | —  | —  |
| 2013–2014  | Toronto Marlboros       | GTHL       | 33  | 21 | 36  | 57  | 20  | 16 | 10 | 5  | 15 | 24 |
| 2014–2015  | Mississiauga Steelheads | OHL        | 63  | 12 | 17  | 29  | 33  | —  | —  | —  | —  | —  |
| 2015–2016  | Mississiauga Steelheads | OHL        | 57  | 21 | 40  | 61  | 71  | 7  | 3  | 6  | 9  | 6  |
| 2016–2017  | Mississiauga Steelheads | OHL        | 57  | 27 | 46  | 73  | 49  | 20 | 11 | 16 | 27 | 19 |
| 2017–2018  | Mississiauga Steelheads | OHL        | 38  | 16 | 28  | 44  | 34  | 6  | 6  | 4  | 10 | 11 |
|            | Binghamton Devils       | AHL        | 6   | 0  | 1   | 1   | 2   | —  | —  | —  | —  | —  |
| 2018–2019  | New Jersey Devils       | NHL        | 1   | 0  | 0   | 0   | 0   | —  | —  | —  | —  | —  |
|            | Binghamton Devils       | AHL        | 21  | 3  | 7   | 10  | 10  | —  | —  | —  | —  | —  |
| NHL totalt | NHL totalt              | NHL totalt | 1   | 0  | 0   | 0   | 0   | —  | —  | —  | —  | —  |
| AHL totalt | AHL totalt              | AHL totalt | 27  | 3  | 8   | 11  | 12  | —  | —  | —  | —  | —  |
| OHL totalt | OHL totalt              | OHL totalt | 215 | 76 | 131 | 207 | 187 | 33 | 20 | 26 | 46 | 36 |

### Internationellt
| Källa: Uppdaterad: 2018-12-01 | Källa: Uppdaterad: 2018-12-01 | Källa: Uppdaterad: 2018-12-01 |         | Utv = Utvisningsminuter | Utv = Utvisningsminuter | Utv = Utvisningsminuter | Utv = Utvisningsminuter | Utv = Utvisningsminuter |
| År                            | Lag                           | Mästerskap                    | Matcher | Mål                     | Assists                 | Poäng                   | Utv                     |                         |
| ----------------------------- | ----------------------------- | ----------------------------- | ------- | ----------------------- | ----------------------- | ----------------------- | ----------------------- | ----------------------- |
| 2015                          | Kanada                        | Ivan Hlinka                   | 4       | 1                       | 1                       | 2                       | 2                       |                         |
| 2016                          | Kanada                        | U18-VM                        | 7       | 2                       | 2                       | 4                       | 2                       |                         |
| 2017                          | Kanada                        | JVM                           | 7       | 2                       | 1                       | 3                       | 2                       |                         |
| 2018                          | Kanada                        | JVM                           | 7       | 1                       | 3                       | 4                       | 2                       |                         |
| Junior totalt                 | Junior totalt                 | Junior totalt                 | 25      | 6                       | 7                       | 13                      | 8                       |                         |